# آرنه سورينسن
آرنه سورينسن (بالدنماركية: Arne Sørensen)‏ (27 نوفمبر 1917 في الدنمارك - 1 مايو 1977 في الدنمارك) هو مدرب كرة قدم ولاعب كرة قدم دانمركي في مركز الوسط. شارك مع منتخب الدنمارك لكرة القدم. أما مع النوادي، فقد لعب مع نادي بولدكلوبين 1903 ونادي فرنسا ونادي نانسي (نادي كرة قدم) وBoldklubben af 1893 ‏.

## وصلات خارجية
- آرنه سورينسن على موقع قاعدة بيانات كرة القدم.إي يو (الإنجليزية)
- آرنه سورينسن على موقع ناشيونال فوتبول تيمز (الإنجليزية)
- آرنه سورينسن على موقع أوليمبيديا (الإنجليزية)